# Rahal
Rahal, rafal, raal o real (del árabe andalusí en árabe: رحال‎ raḥāl, y este del árabe clásico en árabe: رحل‎ raḥl, ‘punto de acampada’) designa, en el contexto histórico y geográfico de al-Ándalus, a las explotaciones agrícolas de carácter familiar de menor extensión que las alquerías.
Estaban cultivadas por arrendatarios o aparceros y consistían normalmente en una sola casa o edificación. Tras la reconquista, la acepción como tal perdió sentido y ya solo se usó como nombre histórico, en ocasiones como sinónimo de heredad. No obstante, algunos rahales dieron origen a poblaciones actuales, que conservan el término en su topónimo, como Rafal (Rahāl al-Wazīr o Rafal del Visir), Real, Arahal o Rafelbuñol, entre otros.